# Europa Universalis IV
Europa Universalis IV és un videojoc d'estratègia de la sèrie Europa Universalis, desenvolupat per Paradox Development Studio i publicat per Paradox Interactive. El joc va ésser publicat el 13 d'agost del 2013.
Es tracta d'un joc d'estratègia on els jugadors controlen una nació des de la baixa edat mitjana fins a l'Edat moderna (des del
1444 fins al 1821 AD), duent a terme comerç, diplomàcia, colonització i guerra.

## Jugabilitat
El joc en si mateix consisteix en un mapa interactiu de la Terra dividit en províncies que componen les nacions. Cadascuna d'aquestes províncies contribueix de forma positiva o negativa al seu país, ja que aquestes poden proporcionar tant recursos a una nació com també suposar un punt de disturbis i rebel·lia. El transcurs del joc requereix que el jugador lideri una nació trobant un equilibri entre la gestió militar, diplomàtica i econòmica. El jugador ho duu a terme a través de les seves eleccions com a sobirà de la seva nació i per mitjà de la despesa dels recursos dels que disposen: Prestigi, Estabilitat, Or, recursos humans, Legitimitat per les monarquies, Tradició Republicana per les repúbliques i de Poder de Monarca (Administratiu, Diplomàtic, Militar).
Els jugadors poden triar entre conquerir el món per la força militar, convertir-se en una superpotència colonial, establir el domini del comerç, etc. El joc és un entorn lliure on, tot i no haver-hi cap norma escrita per guanyar, es perd quan la nació del jugador desapareix del mapa o és completament annexada. La diplomàcia és un aspecte molt important del joc, ja que crear aliances i estats vassalls, millorar les relacions amb altres nacions i vigilar l'expansió i les coalicions és vital per a la supervivència del jugador. L'espionatge es pot emprar també contra els estats enemics a fi de reclamar el seu territori, incitar rebel·lions a les seves províncies, així com altres mètodes dubtosos. El combat es pot dur a terme tant per terra com per mar i intenta simular factors del món real com ara la moral, la disciplina, la competència dels líders, el terreny i les línies de subministrament.
Moltes religions importants són presents i influeixen el joc proporcionant diverses bonificacions als seus practicants. Els jugadors poden emprar missioners per a convertir les seves províncies o es poden embrancar en polítiques de llibertat religiosa universal. La fe Catòlica fa ús del Papat, el qual pot permetre que una nació exerceixi control sobre el Papa o per utilitzar la seva influència per tal d'aconseguir altres recompenses. Existeixen tres branques d'avenços tecnològics que es van assolint en el transcurs del temps i per mitjà de la despesa de Poder de Monarca.
- Les tecnologies Administratives desbloquegen avenços tals com l'augment de la productivitat, noves formes de govern, nous edificis i el sistema d'idees nacionals.
- Les tecnologies Diplomàtiques desbloquegen avenços tals com noves unitats navals, millores en el comerç, nous edificis i millores en l'expansió colonial.
- Les tecnologies Militars desbloquegen avenços tals com noves unitats de terra, millores en la moral, tàctiques de combat i nous edificis.

La jugabilitat es veu contínuament influïda per esdeveniments aleatoris que es van presentant periòdicament al jugador. Aquests esdeveniments poden ser beneficiosos o tot al contrari. Alguns d'aquests esdeveniments aleatoris són impulsats per la història real pertanyent a un determinat país mentre que altres existeixen per forçar el jugador a prendre decisions difícils i d'altra banda per condimentar el joc. Els jugadors poden triar entre jugar el mode individual contra la intel·ligència artificial o el mode multijugador a través d'una LAN o d'Internet contra una barreja d'oponents humans i de controlats per l'IA. El mode d'un sol jugador també té l'opció "Ironman", que bloqueja diversos ajustaments com ara la dificultat i impedeix al jugador la possibilitat de poder guardar el joc. Això implica que qualsevol equivocació és irreversible. És, però, l'única manera de rebre qualsevol de les recompenses que es poden guanyar.

## Expansions iMods
Tots el DLC de l'Europa Universalis IV són opcionals i poden ser aplicats al joc base en qualsevol combinació. Els DLCs més grans es presenten en forma d'expansions, les quals alteren significativament les mecàniques i característiques del joc. També hi ha paquets que afegeixen esdeveniments nous i mecàniques menors, normalment específiques a una nació, paquets de música (que afegeixen més música de fons) i paquets cosmètics (que afecten els models de les unitats, retrats i el mapa). També hi ha tres llibres electrònics que no tenen cap mena d'impacte en el joc en si, però es varen publicar coincidint amb el llançament d'expansions.
Cada expansió sol anar acompanyada d'un pedaç de programari gratuït (una actualització) que, a més d'afegir correccions a la mecànica, també afegeix nou contingut seguint el tema de l'expansió.

### Conquest of Paradise
El Conquest of Paradise (Conquesta del Paradís) se centra en el Nou Món i expandeix les mecàniques de les nacions tribals, predominantment les dels Amerindis dels Estats Units. També afegeix un nou generador aleatori que canvia aleatòriament el paisatge de l'Amèrica del Nord i l'Amèrica del Sud. L'actualització que l'acompanyava també afegia regions colonials, protectorats i noves nacions de partida així com moltes altres petites addicions i correccions. Va ésser publicada l'11 de gener del 2014.

### Wealth of Nations
El Wealth of Nations (Riquesa de les Nacions) inclou noves mecàniques pel comerç i les Repúbliques marítimes. Les addicions més prominents també inclouen les empreses de comerç, corsaris i la construcció del Canal de Suez, el Canal de Panamà i el Canal de Kiel. L'actualització que l'acompanyava també incloïa un nou sistema de rivals, polítiques i dissenys de vaixells addicionals. Va ésser publicada el 29 de maig del 2014.

### Res Publica
El Res Publica se centra en la governança i el comerç. Introdueix noves mecàniques relacionades amb les eleccions, conjuntament amb esdeveniments relacionats amb les eleccions per a les repúbliques holandeses i un enfocament nacional. També inclou la forma de govern Dictadura Republicana. L'actualització que l'acompanyava incloïa grups d'idees addicionals i faccions de Repúbliques Comerciants. Va ésser publicada el 16 de juliol del 2014.

### Art of War
Aquesta expansió se centra en mecàniques militars. Expandeix la Guerra dels Trenta Anys i l'Era Napoleònica, millora la diplomàcia (especialment la que envolta el conflicte i els Tractats de pau), expandeix la mecànica dels vassalls i afegeix noves opcions per fer la guerra. L'actualització que l'acompanyava revisava, entre altres coses, la mecànica dels rebels, millorava el mapa i afegia grans millores a la interfície, a l'IA i a la jugabilitat. Les millores del mapa van incrementar el nombre de províncies al mapa de joc a regions on prèviament hi mancava detall, com per exemple Àsia i Àfrica. Va ésser publicada el 30 d'octubre del 2014.

### El Dorado
El Dorado, nom que fa referència al mític El Dorado, millora en gran manera les nacions de l'Amèrica Central i de l'Amèrica del Sud. Inclou les religions Nahua, Inti i Maia, un "compte enrere per la fatalitat" per les tribus de Centreamèrica, mecàniques millorades i nous esdeveniments. L'exploració i colonització d'aquestes àrees també s'amplia - per exemple, s'afegeix el Tractat de Tordesillas i els conquistadors poden entrar a explorar la Terra incognita a la recerca de les Set Ciutats d'Or. Inclou un dissenyador de nacions personalitzades. L'actualització que l'acompanyava incloïa nous esdeveniments per l'Amèrica del Sud i Central, millorava el terreny i feia millores generals a la jugabilitat. Va ésser publicada el 26 de febrer del 2015.

### Common Sense
El Common Sense, nom que fa referència al famós pamflet escrit per en Thomas Paine, se centra en la diplomàcia, religió i desenvolupament interns. S'afegeix una nova mecànica de joc pel que fa a les religions, centrant-se en els protestants i els budistes. S'afegeixen els parlaments i es concedeix un govern parlamentari especial a Anglaterra. L'actualització que l'acompanyava incloïa noves religions, millores en el sistema de pau i una reelaboració del sistema de fortaleses. També es va reduir el nombre de ranures de construcció però fent més potents les existents. Va ésser publicada el 9 de juny del 2015.

### The Cossacks
El The Cossacks, nom que fa referència als Cosacs, afegeix opcions diplomàtiques addicionals i una àmplia varietat de polítiques internes per a temps de pau. Principalment, això es representa mitjançant el sistema d'Estaments, el qual permet assignar les pròpies províncies a terratinents nobles, al clergat o a la burgesia a canvi de diverses bonificacions i modificadors. Addicionalment, l'expansió afegeix mecàniques pels governs de tipus Horda i afegeix noves mecàniques per la religió Tengri. Va ésser publicada l'1 de desembre del 2015.

### Mare Nostrum
El Mare Nostrum, traduït com "El nostre Mar" en Llatí, era el nom romà per al Mar Mediterrani. Com el seu nom indica, aquesta expansió introdueix nous continguts relacionats amb la guerra naval, el comerç i l'espionatge. Permet assignar vaixells a missions de bloqueig o de caça. També permet crear lligues comercials, oferir Condottieri per lluitar per altres països i una nova funció de línia de temps on és possible situar-se a qualsevol punt temporal de la campanya i observar com el món ha anat evolucionant al llarg del joc. L'actualització que l'acompanyava introduïa canvis significatius a l'espionatge, afegia nous modes de mapa, dos nous sistemes pels estats, territoris i corrupció Arxivat 2017-04-30 a Wayback Machine., així com diverses noves províncies per Irlanda i Àfrica. Va ésser publicada el 5 d'abril del 2016.

### Rights of Man
El Rights of Man (Drets de l'Home) és la novena expansió de l'Europa Universalis IV. Va ésser anunciada el 19 d'agost del 2016 i publicada l'11 d'octubre del mateix any conjuntament amb l'actualització 1.18 Prussia. El DLC i l'actualització inclouen un nou sistema on les vuit nacions més poderoses es cataloguen com a "Grans Potències" i poden accedir a noves funcions diplomàtiques, com ara forçar nacions menors a trencar les seves aliances amb altres grans potències. L'actualització també incloïa nous governs per Prússia i l'Imperi Otomà i una gran remodelació del sistema tecnològic anomenat Institucions, les quals apliquen sancions a qualsevol nació que no hagi adoptat una institució determinada (per exemple, el Feudalisme, Renaixement, etc.), fent que l'anterior procés d'Occidentalització quedés obsolet.

### Mandate of Heaven
El Mandate of Heaven (Mandat del Cel), nom que fa referència a l'antic concepte polític xinès, se centra en la millora de la regió de l'Àsia oriental i conté noves mecàniques per la Xina Ming, juntament amb la capacitat dels estats veïns per reclamar el títol d'Emperador de la Xina. També hi ha noves mecàniques meritocràtiques xineses, la capacitat de mobilitzar banderes per part de les tribus Manxús i un nou sistema de shogunat japonès amb esdeveniments que permeten al Japó desenvolupar un caràcter més aïllacionista o obert. Fora de l'Àsia Oriental, existeixen 'Edats' que centren la jugabilitat en diferents períodes històrics de l'edat moderna, incloent Edats que se centren en el descobriment i colonització europea de les Amèriques, la Reforma Protestant i el conflicte religiós a Europa, absolutisme polític a l'estil francès i les revolucions franceses i americanes del segle xviii. L'actualització gratuïta 1.20 'Ming' incloïa una nova mecànica absolutista juntament amb la característica de devastació de províncies. L'expansió va ésser publicada el 6 d'abril del 2017.

### Third Rome
Third Rome (Tercera Roma) és una expansió que se centra el la regió de Rússia i la religió Ortodoxa, principalment. Inclou nous rangs de govern per a Rússia, els tsarats i les principalitats, així com la mecànica de la iconografia, que permet obtenir beneficis a canvi d'un cost. A més a més, també inclou altres millores per a les nacions ortodoxes, així com noves unitats militars per a Rússia i noves mecàniques de colonització, també per les nacions russes, a Sibèria. A més a més, inclou una expansió de l'arbre de missions de Rússia/Moscou i 48 nous models d'unitats per a les nacions russes. Va ser anunciada el 12 de maig de 2017 i es va publicar poc més d'un mes més tard, el 14 de juny del 2017.

### Mods
A part dels paquets oficials d'expansió, existeixen mods de tercers disponibles de franc. La majoria dels mods estan disponibles a l'Steam Workshop. Els mods poden modificar o eliminar característiques existents i afegir-ne de noves, com nous models d'unitats o noves mecàniques de joc.
L'Europa Universalis IV disposa d'un gran comunitat de modders. Alguns mods populars inclouen l'Extended Timeline (que afegeix història des del 2AD fins al 9999), A Song of Ice and Fire (que adapta el món de la sèrie Joc de Trons al joc) i revisions completes com ara el Veritas et Fortitudo.

## Rebuda

### Recepció Crítica
L'Europa Universalis IV va ésser rebut amb crítiques generalment favorables, rebent una puntuació de 87/100 a la pàgina web Metacritic. Els crítics van lloar les millores respecte l'Europa Universalis III, especialment les noves mecàniques i gràfics. T.J. Hafer de PC Gamer va descriure el joc com una "simulació apassionant que venç el terreny comú entre el jugador mitjà del Civilization V i els devots de tota la vida de la gran estratègia". Les opinions negatives se centraven en els tutorials, les mecàniques de combat i els errors de programari. En Nicholas Pellegatta va admetre que els errors i altres qüestions eren propensos a ser tractats en actualitzacions i expansions posteriors.
El 2013, l'Europa Universalis IV va guanyar el premi "Ferradura d'or" en la categoria "Joc de l'Any" a la pàgina web polonesa gikz.pl. També va guanyar els premis "Millor Estratègia" i "Millor Històric" als premis Game Debate del 2013.

### Vendes
El febrer del 2014, s'havien venut més de 300.000 còpies de l'Europa Universalis IV. El 21 de juny del 2016 ja s'havien venut més d'un milió de còpies.